# Iglesia de la Virgen de los Dolores (Riodeva)
La iglesia de la Virgen de los Dolores es la parroquial de Riodeva, localidad y municipio de la provincia de Teruel (Comunidad Autónoma de Aragón, España).
Templo católico neoclásico de finales del siglo XVIII (1780), con torre-campanario situado a los pies, lado del evangelio, eclesiásticamente pertenece a la Diócesis de Teruel y Albarracín.

## Historia
Las referencias a la iglesia parroquial de Riodeva son escasas. La nombra Pascual Madoz (1849), aunque poniéndola erróneamente bajo la advocación de san Lorenzo, y diciendo que está «servida por un cura de primer ascenso y de concurso y provisión ordinaria».
En su paso por la zona (septiembre de 1964), Francisco Candel y sus amigos catalanes estuvieron en la plaza de la iglesia, se fotografiaron junto al viejo olmo y visitaron el templo en compañía del párroco (don Tomás Arce), donde no vieron «nada de particular e interesante».
Lo nombra también Zapater Gil (1986), datándolo «en la segunda mitad del siglo XVIII» y describiendo su fábrica y naves interiores. Lo define como de «estilo neoclásico», diciendo que durante la guerra (1936) fue desmantelado, «por lo que todas sus imágenes son modernas». Destaca la puerta de la sacristía, como una «interesante labor en madera». Sitúa la torre a los pies, lado del evangelio, «obra de mampostería y ladrillo de cuatro cuerpos y forma octogonal».
Más recientemente, Losantos Salvador (2010) lo reseña, diciendo: «La iglesia parroquial de la Virgen de los Dolores (de Riodeva), también del siglo XVIII, en el centro del pueblo, frente a la plaza con fuente y acequia».
Referente al saqueo de que fue objeto la iglesia de Riodeva durante la Revolución Española de 1936, Sánchez Garzón (2017) dice que «Fue destruida la Iglesia Parroquial con todos sus objetos de culto; igualmente/ ocurrió en la Hermita de la Purísima», el hecho tuvo lugar el 23 de agosto de 1936, interviniendo en el saqueo los mismos vecinos del pueblo.

## Ubicación y descripción
Se halla en la zona meridional del caserío, abierta a una plaza con árboles de sombra, bancos de asiento y una fuente con pilón y abrevadero, en un plano superior a las antiguas Escuelas Nacionales y la zona deportiva anexa.
La fábrica posee planta rectangular -orientación norte (cabecera), sur (pies)-: muros de mampostería ordinaria con sillería en las esquinas y cobertura a cuatro aguas. La totalidad del edificio se halla circundada por un sólido zócalo de piedra. La torre-campanario se halla a los pies, lado del evangelio, cuyo primer cuerpo forma parte de la fachada principal. Este primer cuerpo sobresale por encima del tejado del templo, posee a modo de terraza, con adornos lanceolados en las esquinas. Sobre esta terraza se construyeron a posteriori tres cuerpos más de torre en ladrillo, de forma octogonal y separados por gruesa cornisa labrada en piedra. El segundo cuerpo aloja en su parte alta la esfera y maquinaria del reloj. El tercer cuerpo alberga el piso de campanas. El cuarto y último cuerpo de torre posee tejadillo piramidal con teja vidriada de colores, coronado por una cruz de hierro de forja.
La fachada principal del templo posee varias aberturas, tres longitudinales en la parte de la torre, otra en la parte central (recae sobre el coro), sobre la hornacina de san Lorenzo que luce a la entrada. La entrada posee una puerta en madera de dos hojas, enmarcada en una arco recto de piedra sobre la que hay una hornacina de obra con la imagen del patrón del pueblo -dispuesto sobre una basa de piedra-: porta la palma del martirio y unas grandes parrillas. Por la parte de la epístola se observa el tejadillo de las capillas de ese lado, con sus correspondientes machones o contrafuertes. En un cartel bajo el alero de cabecera (lado de la epístola), puede leerse una data: «AÑO 1780» –aludiendo seguramente a la fecha de construcción del templo.
El interior del templo es sencillo, amplio y luminoso. Posee un atrio interior basado en una estructura de madera con puertas laterales y al frente, con herrajes metálicos. A los pies se alza el alto coro sobre arco recto, que luce amplia baranda con pasamano de madera y listones. Las capillas de los pies poseen amplios arcos rebajados, el del evangelio está cegado, lo ocupa la base de la torre, por donde también se accede al alto coro. Posee nave central con bóveda de cañón y lunetos, y tres capillas laterales con bóvedas vaídas (de pañuelo), abiertas a la nave mediante arcos de medio punto con pilastras laterales. El piso es de ladrillo rojo, con el presbiterio del mismo material, un par de escalones con rellano por encima del piso de la nave:

«El espacio presbiteral posee un altar exento en la parte anterior y otro de obra adosado al fondo, con un retablo de obra de gusto neoclásico. El retablo posee una imagen central de la titular (Virgen de los Dolores) dispuesta en una hornacina alargada, bajo la cual hay otra de menor tamaño con un crucifijo. A ambos lados columnas de fuste acanalado sobre basas imitando mármol, friso recto y estructura triangular en la parte alta. Entre las columnas laterales hay dos imágenes: san Lorenzo a la epístola y una Inmaculada Concepción al evangelio. En los muros laterales del presbiterio hay dos hornacinas de obra, en la de la derecha destaca una imagen de san Roque de mirada asombrada y en la de la izquierda otra de la Virgen del Pilar. Por delante del segundo escalón del presbiterio hay dos recintos con notables puertas labradas, seguramente originales: el espacio de la derecha corresponde a la sacristía, el de la izquierda sirve de almacén para objetos litúrgicos».
Riodeva, pueblo de Teruel, Alfredo Sánchez Garzón

Todas las imágenes del templo son de nueva factura, en las capillas del evangelio (derecha) pueden verse por este orden: san Joaquín (1.ª capilla), Virgen de Rosario y Santa Catalina de Siena (2.ª capilla), Virgen del Carmen (3.ª capilla). En el lado de la epístola (derecha): Sagrado Corazón de Jesús y santa Bárbara (1.ª capilla), san José con el Niño y san Isidro Labrador (2.ª capilla), Santo Cristo de la Misericordia (3.ª capilla) y san Antonio Abad (4.ª capilla). 
Todas las imágenes se hallan en hornacinas o sobre repisas.
La torre-campanario se halla a los pies del templo, lado del evangelio, su acceso está bajo el alto coro. Las escaleras tienen los peldaños con ladrillos de barro y atoques de madera. El coro es un espacio amplio, con el piso de baldosas, una ventana rectangular en el luneto posterior ilumina el recinto, posee baranda de madera con listones y grueso pasamanos. Al fondo, lado de la epístola, hay un facistol de madera. Desde el alto coro la vista de la nave central luce espléndida, la iluminación procede de las altas ventanas laterales, abiertas en los lunetos por encima de la cornisa que recorre todo el edificio, y progresa en cuatro tramos de los pies a la cabecera.
Al campanario propiamente se accede por un puertita frente al coro, la escalera es de tipo castellano, adosada a los muros laterales con hueco en el centro. El piso del reloj se halla en el segundo cuerpo de torre, inmediatamente por debajo del piso de campanas, que ocupa el tercer cuerpo de torre, y posee cuatro vanos de ladrillo para los bronces, aunque solo dos están ocupados: la campana mayor, que toca las horas se halla en el hueco meridional. En el que mira al norte hay otra campana menor. Las hornacinas se hallan protegidas por rejas de hierro para evitar la entrada de las palomas. La campana mayor posee yugo metálico hecho por Manclus (Valencia), su epigrafía dice:

SAN LORENZO/ RIODEVA/ REFUNDIDA EN 1976

Dicha campana mayor (San Lorenzo) fue refundida en los años setenta, probablemente por hallarse la vieja agrietada. No hay datos respecto al vaciamiento de este nuevo bronce, tampoco de la edad del viejo. La campana pequeña se halla en el hueco septentrional, posee asimismo yugo metálico, su epigrafía no puede leerse por estar protegida por una reja metálica. El armazón de la techumbre de la cubierta (cuarto cuerpo de torre) posee estructura octogonal de madera con tabicas, soportando el tejadillo de tejas vidriadas coloreadas.

## Culto y tradición
Actualmente el párroco no reside en la localidad, la misa es semanal. Las celebraciones son las habituales de la Iglesia católica: las fiestas patronales se celebran en honor de san Lorenzo (10 de agosto) y para la Purísima (8 de diciembre). También se celebra santa Bárbara (4 de diciembre) y en mayo, momento en que se sube hasta la Ermita de Santa Bárbara en romería, para la bendición de términos.